# 고기동 (용인시)
고기동(古基洞)은 용인시의 법정동이다. 고기리 계곡과 고기리 유원지등이 있는 관광지로 유명한 곳이다. 서쪽으로는 의왕시와 접하여 산 서쪽에 의왕백운지식문화밸리가 개발됨에 따라 백운산터널 도로사업이 제안되어있다. 북쪽으로는 대장동 (성남시), 석운동과 접한다.

## 같이 보기
- 동천동 - 관련 행정동